# Горан Васин
Горан Васин (1983) српски је историчар и универзитетски професор. Ради као редовни професор на Филозофском факултету у Новом Саду, идсек за историју, где је запослен од 2005.

## Биографија
Дипломирао је, магистрирао (2008) и докторирао (2012) на Филозофском факултету у Новом Саду. На матичном факултету је биран у научна звања доцента (2013), ванредног професора (2018) и редовног професора (2023). Специјализовао се и вршио научна истраживања у архивима у Бечу, Будимпешти, Сентандреји, Загребу и Москви, а студијске боравке на Универзитетима у Братислави, Нижњем Новогороду, Атини и Грацу. Постдокторске студије завршава на Универзитету Бечу 2020-2021, као добитник Рихард Георг Плашка Стипендије (Richard Georg Plaschka PostDoc Fellowship).
Написао је више од 120 научних радова објављених у водећим часописима у Србији и иностранству.
Васинове области интересовања и истраживања односе се на историју Хабзбуршке монархије, Срба у Хабзбуршкој Монархији, историју Српске православне цркве, историју Србије и Црне Горе 18-20. век.

## Одабрана дела
- Патријарх Георгије Бранковић и његово доба, Нови Сад 2014, 345 стр.
- Сабори Раскола-српски црквено-народни сабори у Хабзбуршкој монархији 1861-1914, Службени гласник, Београд 2015, 815 стр.
- Никанор Грујић, Прометеј Нови Сад 2017, 397 стр.
- Архијереји Карловачке митрополије на прелому векова, Прометеј Нови Сад 2018.
- Патријарх Лукијан Богдановић-крај једне епохе, Филозофски факултет Нови Сад 2020.
- Знаменита документа за историју српског народа 1538-1918, Нови Сад 2007. (у коауторству са Дејаном Микавицом и Владаном Гавриловићем)
- Историја Срба у Црној Гори 1496-1918, Нови Сад 2013. (са Дејаном Микавицом и Ненадом Нинковићем), 314 стр.
- Историја Срба у Хабзбуршкој Монархији 1526-1918, књ 1, Нови Сад 2016. (са Дејаном Микавицом, Ненадом Лемајићем и Ненадом Нинковићем)
- Историја Срба у Хабзбуршкој Монархији 1526-1918, књ 2, Нови Сад 2016. (са Дејаном Микавицом, Ненадом Лемајићем и Ненадом Нинковићем) Јаша Томић, Нови Сад 2016, 325 стр. (са Дејаном Микавицом)
- Историја Срба у Црној Гори 1496-1918, Никшић 2017, (са Дејаном Микавицом и Ненадом Нинковићем), 303 стр.
- Историја Будимске епархије, Сремска Митровица 2018, (са Ненадом Нинковићем), 202 стр.
- Срем у Првом светском рату-Лојалност и преки суд, Сремска Митровица 2018, (са Ненадом Нинковићем)
- Пречански Срби у Првом светском рату, Нови Сад 2018, (са Дејаном Микавицом и Ненадом Нинковићем), 345 стр.
- Петар Кочић и Гаврило Принцип, Нови Сад 2018, (са Дејаном Микавицом)
- Историја Карловачке Митрополије, Нови Сад 2022, 342 стр (са Ненадом Нинковићем)
- Ђорђе Стратимировић, Нови Сад 2022, 262 стр (са Дејаном Микавицом)
- Два века нахијског суда у Пожаревцу 1822-2022, Пожаревац 2022 (група аутора)
- Суд у Пожаревцу 1865-1918 Срем у Првом светском рату - Страдање Срба, Београд-Нови Сад 2022, 208 стр (са Ненадом Нинковићем)
- Уџбеник за шести разред основне школе, Завод за издавање Уџбеника, Београд 2020. (коаутор Катарина Митровић)
- Уџбеник за други разред гимназије, Завод за издавање Уџбеника, Београд 2021. (коаутор Катарина Митровић)